# De Kolk (Sint-Oedenrode)
Slot De Kolk is een sterk gewijzigd versterkt huis aan de rand van het centrum van Sint-Oedenrode in de Nederlandse provincie Noord-Brabant.
Het huis is gelegen aan een tak van de Dommel. Deze stroomt langs het huis en mondt dan uit in de Dommel.
De eerste vermelding stamt uit 1320 in een leenboek van de hertog van Brabant. Op een kaartje wordt een stukje grond aangeduid dat de naam 'het Horstje' draagt. Dit huis werd tijdens een overstroming weggespoeld.
In de vijftiende eeuw stond op deze plaats een huis dat 'Ulenborch' heette en in bezit was van Goyart van Os. Aert Jans die Gruyter was de volgende eigenaar. In de zestiende eeuw vinden we de familie Van Heessel als eigenaar.
In de zeventiende eeuw brandde het huis af, maar werd wederom herbouwd. In de loop der jaren werd het huis vergroot, onder meer door een verdieping op het reeds bestaande gebouw te plaatsen. Het huis is onlangs gerestaureerd, en is particulier bewoond.